# Греков, Владимир Александрович
Владимир Александрович Греков (23 июля 1912, Проезжее, Старобельский район, Луганская область — март 1990, Москва) — советский военачальник, генерал-полковник (1969).

## Биография
Родился 23 июля 1912 года в селе Проезжее Старобельского уезда Харьковской губернии, ныне Старобельского района Луганской области Украины. Член КПСС с 1933 года.
С 1932 года — на военной службе. 
В 1932—1982 гг. — на политической работе и командных должностях в Рабоче-Крестьянской Красной Армии, участник Великой Отечественной войны, военный комиссар 124-й отдельной стрелковой бригады, заместитель начальника политотдела 39-й армии, комендант Порт-Артура, заместитель начальника политотдела армии Приморского Военного округа, заместитель начальника политического управления воздушно-десантной армии, член Военного Совета Белорусского военного округа, начальник политотдела и заместитель начальника академии им. В. И. Ленина, начальник управления организационно-партийной работы Главного политического управления СА и ВМФ.
Военный консультант ВНИИ ГО (1982—1987). 
С 1987 — в отставке.
Избирался депутатом Верховного Совета Белорусской ССР. Делегат XXII съезда КПСС.
Дочь — тележурналистка Шахова Нинель Владимировна (1935—2005).
Умер в марте 1990 года в Москве на 78-м году жизни.
Похоронен на Троекуровском кладбище в Москве (уч. 2).

## Воспоминания
- Стражи мечетинского бастиона//Битва за Сталинград.4-е издание.- Волгоград: Нижне-Волжское книжное издание, 1973 — С.158-179.